# 시엔푸에고스주

시엔푸에고스 주의 위치

시엔푸에고스주(스페인어: Provincia de Cienfuegos)는 쿠바 중부에 위치한 주로 주도는 시엔푸에고스이며 면적은 4,186.60km2, 인구는 405,481명(2010년 기준)이다.
북쪽과 서쪽으로는 비야클라라 주와 상크티스피리투스 주, 남쪽으로는 카리브해, 동쪽으로는 마탄사스 주와 접한다. 8개 지방 자치체를 관할한다.